# Francesco Domingo
Francesco Domingo (Castellammare del Golfo, 1956) è un mafioso italiano, legato a Cosa nostra, considerato il capo della famiglia di Castellammare del Golfo e ritenuto vicinissimo a Matteo Messina Denaro.

## Storia
La cosiddetta famiglia di Castellammare del Golfo fa parte del mandamento di Alcamo. Francesco Domingo assunse la reggenza della famiglia di Castellammare negli anni '90, che è falcidiata nel frattempo da numerosi arresti, Domingo a sua volta viene arrestato nel novembre del 2001 per il reato di partecipazione ad associazione mafiosa.
Francesco Domingo è stato poi nuovamente processato e condannato ad oltre 19 anni di reclusione per aver diretto l’organizzazione mafiosa, nel processo scaturito dall'operazione nota come "Tempesta', appellativo con il quale Domingo era da sempre conosciuto.
Secondo gli inquirenti, il capo, anche nel corso della propria detenzione, aveva mantenuto la reggenza della famiglia mafiosa, gestendo direttamente dal carcere le estorsioni in danno delle imprese e percependo gli introiti da riversare nella "cassa" dell'associazione e ciò attraverso la collaborazione della propria moglie Antonella Di Graziano. Uscito dal carcere nel 2016, Francesco Domingo è stato sottoposto alla misura di prevenzione della sorveglianza speciale di pubblica sicurezza con obbligo di soggiorno nel Comune di Castellammare.
Domingo ha una particolare inclinazione alla violenza, che ha sempre caratterizzato le sue condotte associative. È proprio in ragione di tali caratteristiche e del pericolosissimo profilo criminale del capó che, all'atto della sua scarcerazione, è stata avviata l'attività investigativa nei suoi confronti, apparendo altamente verosimile che lo stesso Domingo, tornato in libertà, acquisisse nuovamente il controllo della famiglia mafiosa. La famiglia di Castellammare era dedita al controllo delle attività economiche attraverso intimidazioni ed estorsioni nei confronti di imprenditori edili e agricoli. Domingo, inoltre, era il referente per la risoluzione delle controversie interne al clan.
Secondo diverse indagini, il capo ha mantenuto stretti rapporti con i rami di Cosa Nostra negli Stati Uniti, in particolare con i Bonanno, infatti, gli affiliati della famiglia di New York fecero numerose visite a casa del capo, in contrada Gagliardetta. E chiedevano anche a Domingo l’autorizzazione per interloquire con altri esponenti del mandamento di Alcamo, peroravano le cause di conoscenti in patria, nonché veicolavano messaggi tra Domingo e i suoi sodali negli Stati Uniti.
Francesco Domingo è stato arrestato nel giugno 2020, insieme ad altri 12 membri della Mafia di Castellammare.